# Oncorhynchus gilae
Oncorhynchus gilae  (лат.) — вид лучепёрных рыб из семейства лососёвых (Salmonidae). 

## Распространение
Форель Гил родом из притоков реки Хила в Аризоне и Нью-Мексико. Форель Гил исторически встречалась в стоках Верде и Агуа Фриа в Аризоне. Форель Гил сохранилась в пяти ручьях в Национальном лесу Гила, штат Нью-Мексико, в том числе в ручьях Айрон, Маккенна и Ель в пустыне Хила, а также в ручьях Мейн и Саут-Даймонд.

## Описание
Тело жёлтое с чёрными пятнами. Средняя длина их тела составляет около 30 см. Форель Гил тесно связана с Oncorhynchus apache. Однако O. apache может иметь пятно перед зрачком и большие заметные пятна на теле, тогда как для форели Gila характерны многочисленные маленькие темные пятна на верхней половине тела.

## Биология
Форель Гил водится в небольших горных ручьях и в закрытых водоемах. Питаются водными насекомыми, такими как трихоптеры, эфемерокрылые, хирономиды и жесткокрылые, а также мелкими рыбками.

## Размножение
В зависимости от температуры воды сезон нереста наступает либо в конце весны, либо летом. Количество икринок, содержащихся в инкубаториях в среднем составляло около 150. Максимальная плодовитость составляла 686 икринок.